# Boterdael
Boterdael is een gehucht in Denderwindeke, deelgemeente van de stad Ninove in de Belgische provincie Oost-Vlaanderen. 
Het gehucht ligt in het zuidwesten van de deelgemeente, tegen de grens met Nieuwenhove en Vollezele. Boterdael ligt meer dan twee kilometer ten zuidwesten van het dorpscentrum van Denderwindeke. Door lintbebouwing is het tegenwoordig verbonden met het gehucht Dasselt en de dorpskern van Denderwindeke. Het dorpscentrum van Nieuwenhove ligt zo'n twee kilometer ten noordwesten.

## Geschiedenis
De Ferrariskaart uit de jaren 1770 toont hier het gehucht Boeterdaele. 
Op het eind van het ancien régime, toen tijdens de Franse bezetting op het eind van de 18de eeuw de gemeenten werden gecreëerd, werd het gehucht ondergebracht in de gemeente Denderwindeke.

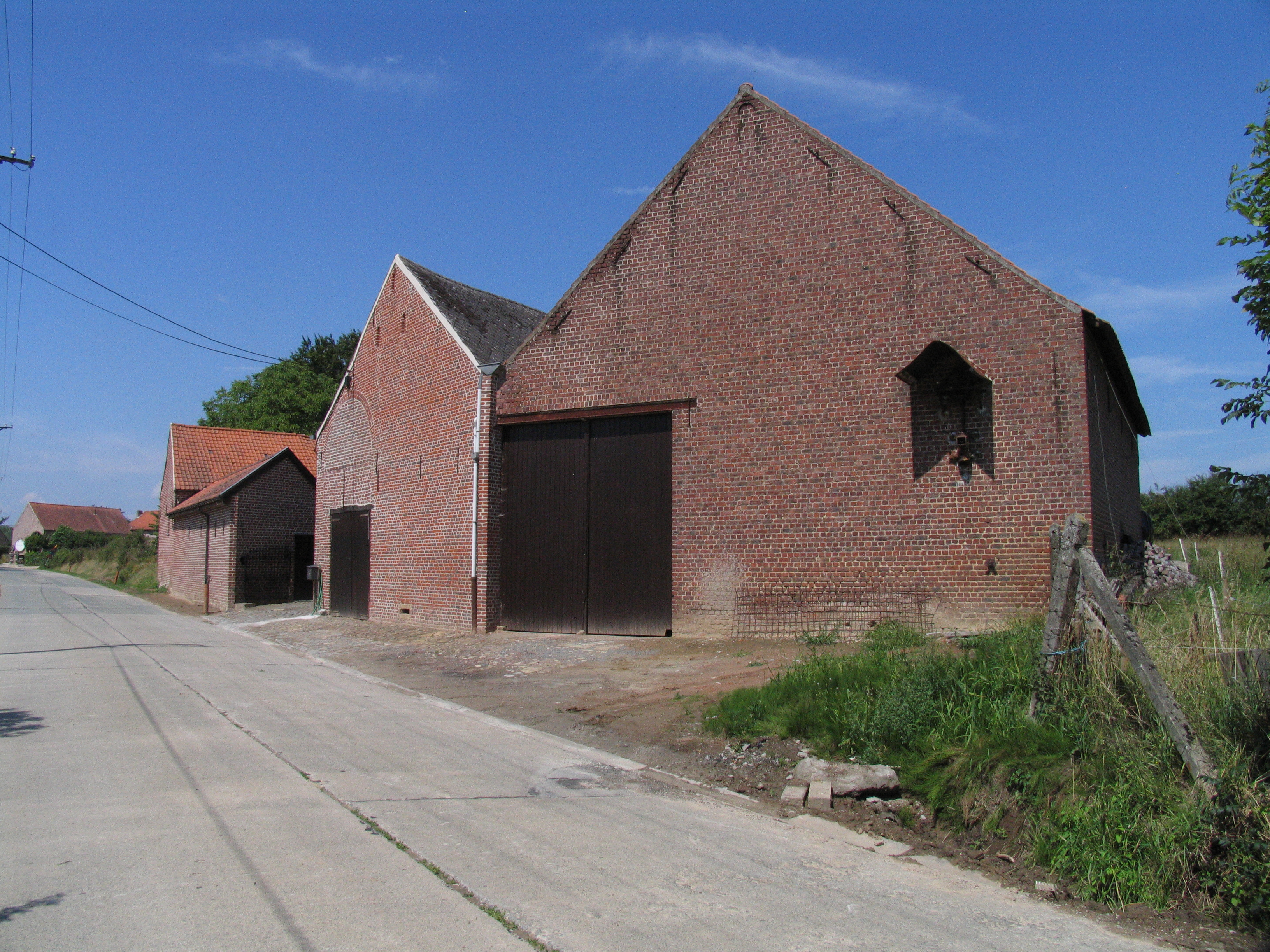
Gesloten hoeve
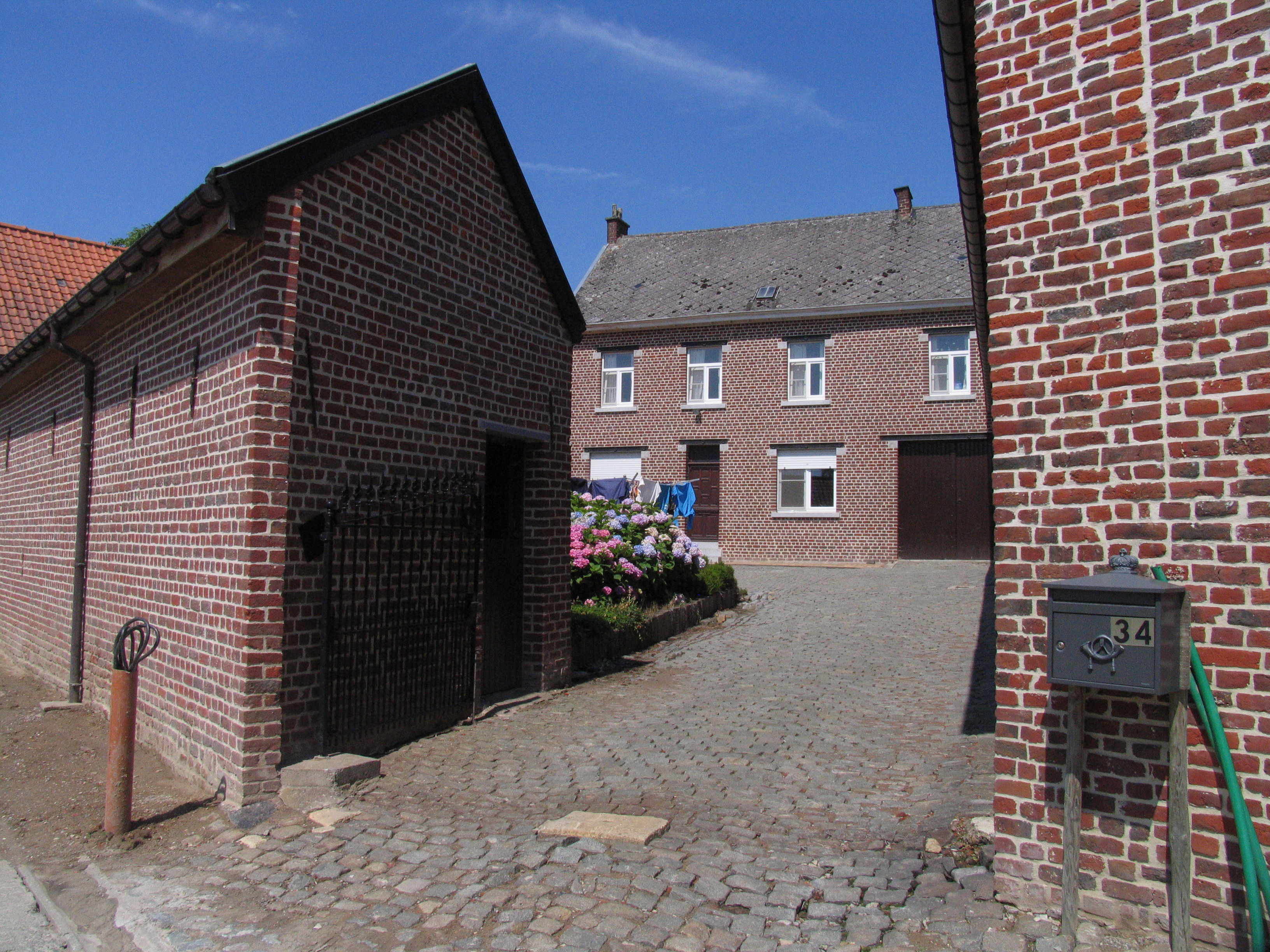
Gesloten hoeve

Deelgemeenten: Appelterre-Eichem · Aspelare · Denderwindeke · Lieferinge · Meerbeke · Nederhasselt · Neigem · Ninove · Okegem · Outer · Pollare · Voorde

Overige dorpen, gehuchten en wijken: Appelterre · Bevingen · Boterdael · Dasselt · Eichem · Herlinckhove · Lebeke · Linkebeek · Meersvoorde · Muylem · Nederwijk · Neuringen · Nijken · Prindaal · Renderstede · Roesbeke · Roost · Slettem · Steenhout · Terbert · Varenberg · Vogelenzang · Vreckom · Waalhove · Zevenkoten

Belgische gemeenten · Arrondissement Aalst · Oost-Vlaanderen · Vlaanderen